# Athina Christoforaki
Athina Christoforaki (6 de novembro de 1980) é uma ex-basquetebolista profissional grega.

## Carreira
Athina Christoforaki integrou a Seleção Grega de Basquetebol Feminino, em Atenas 2004, que terminou na sétima posição.